# 1150 Achaia
1150 Achaia là một tiểu hành tinh vành đai chính bay quanh Mặt Trời. Nó hoàn thành một chu kỳ quay quanh Mặt Trời là 3 năm. Nó được phát hiện bởi Karl Wilhelm Reinmuth ở Heidelberg, Đức ngày 2 tháng 9 năm 1929. Ten ngày later, it was independently được phát hiện bởi A. Schwassman và A. A. Wachmann ở Bergedorf. Nó được đặt theo tên Greek region Achaea in the northern Peloponnese. Tên ban đầu của nó là 1929 RB.